# Luk Perceval

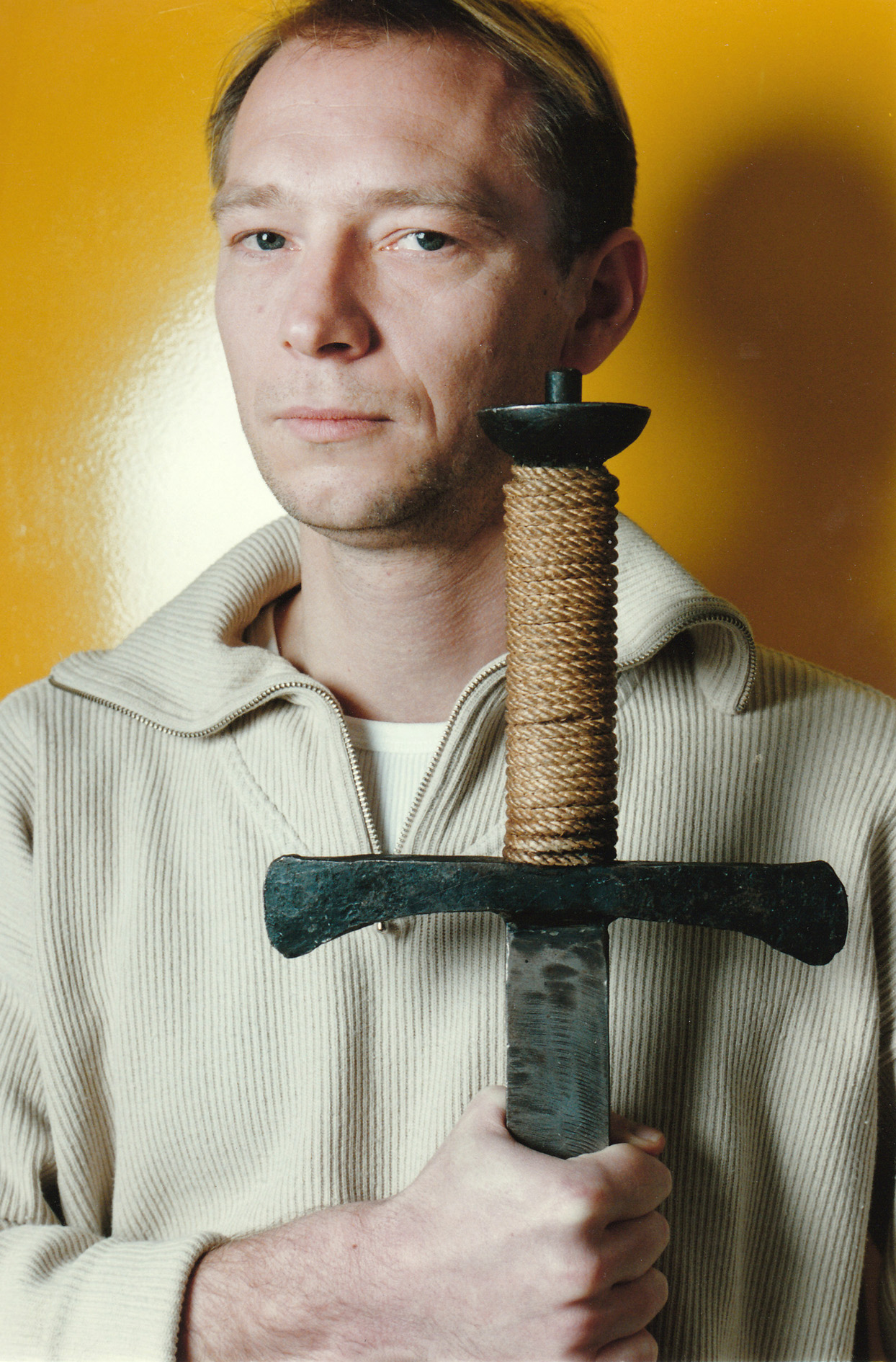
Luk Perceval, 1997

Luk Perceval (* 30. Mai 1957 in Lommel) ist ein belgischer Theaterregisseur. Von der Saison 2009/2010 bis 2017/2018 war er Leitender Regisseur am Thalia Theater Hamburg.

## Leben
Perceval studierte Schauspiel am Koninklijk Conservatorium in Antwerpen und arbeitete anschließend in Belgien als Schauspieler.

## Schaffen
1984 war er Mitbegründer des freien Theaters Blauwe Maandag Compagnie, wo er seine ersten Regiearbeiten vorlegte. An den Inszenierungen der Truppe wurden sämtliche Mitarbeiter beteiligt und das Theater galt als wichtigster Vertreter der Flämischen Welle. 1997 fusionierte Perceval diese Theatergruppe mit der Koninklijke Nederlandse Schouwburg in Antwerpen unter dem Namen Het Toneelhuis. Perceval war der künstlerische Leiter des neuen Theaters.
Im Jahr 1999 engagierte ihn das Deutsche Schauspielhaus in Hamburg für seine erste deutsche Produktion, die in Co-Produktion mit den Salzburger Festspielen in Salzburg Premiere hatte. Die Inszenierung Schlachten! wurde gleich zum Berliner Theatertreffen eingeladen, erhielt dort den 3sat-Preis und wurde von Theater heute zur Inszenierung des Jahres gewählt. Seine Inszenierung Traum im Herbst aus dem Jahre 2002 an den Münchner Kammerspielen wurde ebenfalls zum Berliner Theatertreffen eingeladen. Ab der Saison 2005/2006 war Perceval vier Jahre Hausregisseur an der Schaubühne am Lehniner Platz in Berlin, bis er 2009 an das Thalia Theater in Hamburg wechselte. Seit der Spielzeit 2009/2010 ist er dort Regisseur und Oberspielleiter. Unter anderem inszenierte er dort im Jahr 2010 William Shakespeares Hamlet, sowie 2012 das Stück Jeder stirbt für sich allein nach Hans Fallada, am Thalia Theater in Hamburg, die Inszenierung gewann den Deutschen Theaterpreis Der Faust 2013 für beste Regie und bestes Bühnenbild und war zum Berliner Theatertreffen 2013 eingeladen. 2015 inszenierte er eine Adaption des Romans Die Blechtrommel von Günter Grass. Zuletzt entwickelte er die Inszenierungen Liebe (2016), Geld (2016) und Hunger (2017), die als Trilogie meiner Familie auf einen Romanzyklus von Émile Zola basieren und seit der Spielzeit 2017/2018 als 7,5-stündiger Theatermarathon gezeigt werden.
2008 wurde Perceval als Studiengangsleiter für Regie und Schauspiel an die Akademie für Darstellende Kunst Baden-Württemberg berufen. Dort war er bis 2011 tätig.
Percevals Projekt Mut und Gnade am Schauspiel Frankfurt wurde 2019 für das Berliner Theatertreffen nominiert. Perceval hat den dreistündigen Abend Eines langen Tages Reise in die Nacht, Psychogramm einer von Drogen zerstören Familie, 2019 am Schauspiel Köln „wie eine Partitur inszeniert, deren Klimax unausweichlich ist“. Seiner Inszenierung von Mozarts Entführung aus dem Serail an der Oper in Genf gelang es dank der engen Zusammenarbeit mit Aslı Erdoğan, die das Libretto auf Basis ihres Romans „Der wundersame Mandarin“ schrieb, dem Musikstück eine ungewöhnliche, völlig neuartige Interpretation zu geben.

## Auszeichnungen
- 2020: Heddaprisen in der Kategorie „Beste Regie“[8]

## Werke (Auswahl)
- 2007: Molière. Eine Passion von Feridun Zaimoglu, Günter Senkel und Luk Perceval, Schaubühnen Berlin und Salzburger Festspiele (Uraufführung)[9]
- 2012: Jeder stirbt für sich allein nach Hans Fallada, Thalia Theater Hamburg[10]
- 2011: Draußen vor der Tür von Wolfgang Borchert, Thalia Theater Hamburg[11]
- 2013: Platonov, von Anton Tschechow, NTGent[12]
- 2014: FRONT – Im Westen nichts Neues nach Erich Maria Remarque, Henri Barbusse und Zeitdokumenten, Thalia Theater Hamburg, NTGent[13]
- 2017: Infinite Now von Chaya Czernowin, Oper Antwerpen/Nationaltheater Mannheim[14]
- 2018: Mut und Gnade, nach Ken Wilbur, Schauspiel Frankfurt[15]
- 2019: Eines langen Tages Reise in die Nacht, von Eugene O’Neill, Schauspiel Köln[16]
- 2020: Die Entführung aus dem Serail, von Wolfgang Amadeus Mozart, Grand Théâtre de Genève[7]
- 2021: 3Siostry, von Anton Tschechow, TR Warszawa/Narodowy Stary Teatr Kraków[17]
- 2021: Oblomow Revisited, von Nele Stuhler (nach Iwan Gontscharow), Schauspiel Köln[18]

## DVDs
Platonow (DVD). Director’s Cut. Luk Perceval (Regie); Anton Tschechow (Autor), Alexander Verlag Berlin, 2006, ISBN 978-3-89581-168-5.